# Березноватка
Березнова́тка (укр. Березнуватка) — село,
Лубянский сельский совет,
Синельниковский район,
Днепропетровская область,
Украина.
Код КОАТУУ — 1224883002. Население по переписи 2001 года составляло 44 человека.

## Географическое положение
Село Березноватка находится в 3-х км от правого берега реки Нижняя Терса,
в 3-х км от села Цыгановка.
По селу протекает пересыхающий ручей с запрудой.